# Meads
Pour les articles homonymes, voir Meads (homonymie).
Meads est un village dans le comté de Sussex de l'Est en Angleterre. Il est à côté de Eastbourne et est situé à l'est des South Downs.

## Population
La population de Meads est 10725.

### Statistiques démographiques
| Population par âge | Total  | 0-14  | 15-29 | 30-44 | 45-64 | 65-74 | 74-84 | 85+  |
| ------------------ | ------ | ----- | ----- | ----- | ----- | ----- | ----- | ---- |
| Eastbourne         | 94,816 | 16.0% | 17.3% | 18.4% | 24.8% | 10.2% | 8.9%  | 4.3% |
| Meads              | 10,867 | 6.8%  | 19.4% | 10.2% | 21.0% | 14.3% | 18.5% | 9.9% |

| Ethnie     | Total  | Blanc | Multiracial | Asiatique | Noir | Autre ethnie |
| ---------- | ------ | ----- | ----------- | --------- | ---- | ------------ |
| Eastbourne | 94,412 | 94.1% | 1.8%        | 2.8%      | 0.8% | 0.5%         |
| Meads      | 10,725 | 93.0% | 1.7%        | 3.8%      | 0.8% | 0.6%         |

| Année      | 2001  | 2011  |
| ---------- | ----- | ----- |
| Eastbourne | 20.3% | 22.5% |
| Meads      | 7.8%  | 8.6%  |